# Мощанці
Мощанці (словен. Moščanci) — поселення в общині Пуцонці, Помурський регіон, Словенія. Висота над рівнем моря: 282,8 м.